# Кантрі-Лайф-Ейкерс (Міссурі)
Кантрі-Лайф-Ейкерс (англ. Country Life Acres) — селище (англ. village) в США, в окрузі Сент-Луїс штату Міссурі. Населення — 72 особи (2020).

## Географія
Кантрі-Лайф-Ейкерс розташоване за координатами 38°37′21″ пн. ш. 90°27′18″ зх. д. / 38.62250° пн. ш. 90.45500° зх. д. (38.622468, -90.455136).  За даними Бюро перепису населення США в 2010 році селище мало площу 0,28 км², уся площа — суходіл.

## Демографія
Згідно з переписом 2010 року, у селищі мешкали 74 особи в 27 домогосподарствах у складі 24 родин. Густота населення становила 260 осіб/км².  Було 28 помешкань (98/км²).
Расовий склад населення:
| - 95,9 % — білих - 4,1 % — азіатів |

До двох чи більше рас належало 0,0 %. Частка іспаномовних становила 1,4 % від усіх жителів.
За віковим діапазоном населення розподілялося таким чином: 20,3 % — особи молодші 18 років, 52,7 % — особи у віці 18—64 років, 27,0 % — особи у віці 65 років та старші. Медіана віку мешканця становила 49,0 року. На 100 осіб жіночої статі у селищі припадало 89,7 чоловіків;  на 100 жінок у віці від 18 років та старших — 103,4 чоловіків також старших 18 років.
За межею бідності перебувало 4,3 % осіб, у тому числі 0,0 % дітей у віці до 18 років та 20,0 % осіб у віці 65 років та старших.
Цивільне працевлаштоване населення становило 69 осіб. Основні галузі зайнятості: освіта, охорона здоров'я та соціальна допомога — 42,0 %, фінанси, страхування та нерухомість — 31,9 %, оптова торгівля — 11,6 %, виробництво — 5,8 %.